# Hypomochlion
Hypomochlion – punkt podparcia osi obrotu, który podczas porodu w położeniu podłużnym główkowym, potylicowym przednim znajduje się na granicy owłosionej skóry karku płodu. Aby dokonać odgięcia podczas rodzenia się główki, płód opiera się hypomochlionem o spojenie łonowe rodzącej. 